# Tasnim Ben Wada
Tasnim Ben Wada, née le 24 septembre 2006, est une haltérophile tunisienne.

## Carrière
Aux Jeux africains de 2023 à Accra, Tasnim Ben Wada est médaillée d'or à l'arraché et médailéle de bronze au total dans la catégorie des moins de 49 kg.
Elle est triple médaillée de bronze dans la catégorie des moins de 49 kg aux championnats d'Afrique 2025 à Moka.